# Løvfrøer
Løvfrøer (Hylidae) er en familie af Springpadder. Sammenlignet med de ægte frøer Ranidae, er de mindre, mere elegante, mere aktive, og de har klarere farver. De lever af insekter, som de fanger ved at klatre rundt i buske og træer.
De europæiske løvfrøer, fx vores hjemlige løvfrø (Hyla arborea), er almindelige i Mellem- og Sydeuropa. De bliver meget støjende, når et regnvejr nærmer sig, så de kan anvendes som en slags barometer.
Følgende arter af løvfrøer findes (endnu) i Danmark:
- Løvfrø (Hyla arborea)

## Klassifikation
Løvfrøfamilien er delt op i 4 underfamilier og 37-39 slægter.
- Pelodryadinae (Austro-Papuan løvfrøer)
  - Cyclorana
  - Litoria
  - Nyctimystes

- Phyllomedusinae (Bladfrøer)
  - Agalychnis
  - Hylomantis
  - Pachymedusa
  - Phasmahyla
  - Phrynomedusa
  - Phyllomedusa

- Hemiphractinae
  - Cryptobatrachus
  - Flectonotus
  - Gastrotheca
  - Hemiphractus
  - Stefania

- Hylinae
  - Acris
  - Anotheca
  - Aparasphenodon
  - Aplastodiscus
  - Argenteohyla
  - Corythomantis
  - Duellmanohyla
  - Hyla
  - Lysapsus
  - Nyctimantis
  - Osteocephalus
  - Osteopilus
  - Phrynohyas
  - Phyllodytes
  - Plectrohyla
  - Pseudacris
  - Pseudis
  - Pternohyla
  - Ptychohyla
  - Scarthyla
  - Scinax
  - Smilisca
  - Sphaenorhynchus
  - Tepuihyla
  - Trachycephalus
  - Triprion
  - Xenohyla